# Tony Franklin
Tony Franklin (Derby, 2 april 1962) is een Britse rockbassist, toetsenist en songwriter, vooral bekend van zijn werk op de fretloze basgitaar met Roy Harper, The Firm, Jimmy Page, Paul Rodgers, John Sykes' Blue Murder, David Gilmour, Kate Bush, Whitesnake en meest recentelijk met Kenny Wayne Shepherd.

## Biografie
Geboren in een muzikale familie, betrad Franklin voor het eerst het podium op 5-jarige leeftijd. Hij kreeg zijn grote doorbraak in 1984 als bassist in de superband The Firm, met gitaarlegende Jimmy Page, zanger Paul Rodgers en drummer Chris Slade (AC/DC, Manfred Mann's Earth Band). De kenmerkende fretloze brom van Franklin was een onderscheidend en direct herkenbaar element van de eerste hit Radioactive van de band. Verder omvatten Franklins televisievermeldingen de Late Show with David Letterman, Beverly Hills, 90210, The Rosie O'Donnell Show, Good Morning America, Top of the Pops, VH1, MTV, Don't Forget Your Toothbrush (Finland), tientallen Japanse programma's en meer. Sony bracht Tony Franklin: Not Just Another Pretty Bass, Franklins eerste sample loop-bibliotheek, uit in 2006. Terwijl hij zijn muziekcarrière bleef uitoefenen, diende Franklin van september 2003 tot juli 2011 als Artist Relations Manager voor Fender Musical Instruments Corporation en SWR. Halverwege 2011 keerde hij fulltime terug naar de muziek, toen hij zich bij Kenny Wayne Shepherds band aansloot voor de tournee ter ondersteuning van het album How I Go van de gitarist uit 2011. Franklin is te horen op Shepherds album Goin’ Home, uitgebracht in de zomer van 2014.
Voorafgaand aan zijn werk bij The Firm toerde Franklin en nam hij op met de Engelse folk/ rocksinger-songwriter en gitarist Roy Harper, die tussen 1982 en 2013 op acht van zijn albums verscheen. In 1996 speelde Franklin op het album Now in a Minute van zijn oude vriendin Donna Lewis, dat de wereldwijde hit I Love You Always Forever voortbracht. Aanzienlijke toering volgde op de publicatie van de single in de Verenigde Staten, het Verenigd Koninkrijk, Japan, Europa en Canada. In 1997 toerde Franklin met Whitesnake de wereld rond als onderdeel van de Last Hurray-tournee. Franklin noemt John Deacon, Paul McCartney, James Jamerson en Jaco Pastorius als zijn belangrijkste invloeden.

## Fretless bas
In januari 2006 introduceerde Fender de Tony Franklin Fretless Precision Bass, een onderscheidend instrument, met een elzenhouten body en moderne C-vormige esdoornhals met een onafgewerkte en ongeribbelde ebbenhouten toets met zijpuntpositiemarkeringen. Andere kenmerken zijn vintage tuners, Hipshot Bass Xtender drop-D tuner op de E-snaar, en drieweg pickup keuzeschakelaar die een American Series Precision Bass mid pickup bestuurt en een Tony Franklin signature Jazz Bass bridge pickup met hex-screw paalstukken en keramische staafmagneten.
Hoewel hij vooral bekend staat om zijn fretloze werk, doet Franklin al jarenlang sessies met dezelfde gefrette Precision Bass. Fender bracht in 2008 de Tony Franklin Fretted Precision Bass uit, een replica van het instrument dat zijn hele carrière werd gebruikt. De kenmerkende gefrette bas is vergelijkbaar met zijn fretloze model, met Precision- en Jazz Bass-pickups en een driewegkeuzeschakelaar die een scala aan tonen biedt. Het model werd in 2015 stopgezet.

## Discografie
- 1982: Roy Harper - Work of Heart  (Public Records)
- 1984: Roy Harper & Jimmy Page - Whatever Happened to Jugula? (Beggars Banquet Records)
- 1985: The Firm - The Firm (Atlantic Records)
- 1986: The Firm - Mean Business (Atlantic)
- 1987: David Gilmour & Kate Bush - Secret Policeman's Third Ball (Virgin Records)
- 1987: Roy Harper - In Between Every Line (EMI)
- 1988: Jimmy Page - Outrider (Geffen Records)
- 1988: Roy Harper - Descendants of Smith (EMI)
- 1989: Blue Murder - Blue Murder (Geffen)
- 1990: Roy Harper - Once (Awareness)
- 1990: Don Dokken - Up from the Ashes (Geffen)
- 1992: Glenn Hughes - L.A. Blues Authority Volume II: Glenn Hughes - Blues (Shrapnel Records)
- 1992: Roy Harper - Death or Glory? (Awareness Records)
- 1993: Gary Hoey - Animal Instinct (Reprise Records)
- 1993: Blue Murder - Nothin' But Trouble (Geffen)
- 1994: Gary Hoey - The Endless Summer II (Reprise)
- 1994: Tony MacAlpine - Premonition (Shrapnel)
- 1994: Driver - Driver (Trauma / Atlantic)
- 1995: Jeff Beck Tribute - Beckology (Shrapnel)
- 1995: Lana Lane - Love Is An Illusion (Think Tank Media)
- 1995: Gary Hoey - Gary Hoey (BMG)
- 1995: Tony MacAlpine - Evolution (Shrapnel)
- 1995: Celestial Winds - Oceans of Love (Universe Music)
- 1996: MOM: Music for our Mother Ocean - Benefit compilation (Interscope Records)
- 1996: Warren DeMartini - Surf's Up! (Polydor Records)
- 1996: Carmine Appice - Guitar Zeus (Apalon Japan)
- 1996: Marty Friedman - True Obsessions (Shrapnel)
- 1996: Naomi Tamura - N (Polydor Japan)
- 1996: Donna Lewis - Now in a Minute (Atlantic)
- 1997: Graham Bonnet - Underground (Victor)
- 1997: John Sykes - Loveland (Mercury Records)
- 1997: Gary Hoey - Bug Alley (Surfdog)
- 1997: Various - Dragon Attack: A Tribute to Queen (De-Rock)
- 1997: Carmine Appice - Guitar Zeus 2 (Polydor Japan)
- 1997: Various - Thunderbolt: A Tribute to AC/DC (De-Rock)
- 1997: Pearl - Pearl (Polydor Japan)
- 1998: Sounds of Wood and Steel - Compilation (Windham Hill Records)
- 1998: Pearl - 4 Infinity (East West Japan)
- 1998: Gary Hoey - Hocus Pocus Live - (Surfdog)
- 1998: Donna Lewis - Blue Planet (Atlantic)
- 1998: Various - Cozy Powell Forever (Electric Angel Japan)
- 1999: Derek Sherinian - Planet X (Shrapnel)
- 1999: Graham Bonnet - The Day I Went Mad (JVC)
- 1999: Lana Lane - Queen of the Ocean
- 1999: Pearl - Live In Japan (Public Red)
- 1999: Various - Humanary Stew - A Tribute To Alice Cooper (Cleopatra Records)
- 1999: Rocket Scientists - Oblivion Days
- 2000: Gary Wright - Human Love (Warner Bros. Records)
- 2000: David Coverdale - Into the Light (EMI)
- 2000: Lana Lane - Secrets of Astrology
- 2000: Lana Lane - Ballads Collection II
- 2000: Various - Metallic Assault: A Tribute to Metallica
- 2000: Tony Franklin - Brave New Tomorrow (JVC/Victor Entertainment)
- 2000: Erik Norlander - Into the Sunset
- 2001: Roy Harper - Hats Off (Science Friction)
- 2001: Derek Sherinian - Inertia
- 2001: Doug Aldrich - Alter Ego
- 2001: Lana Lane - Love Is an Illusion Special Edition
- 2002: Willie Waldman - Trumpet Ride
- 2002: Lana Lane - Project Shangri-La
- 2002: Various - An All Star Line Up Performing the Songs of Pink Floyd
- 2002: Lana Lane - Covers Collection
- 2003: Tony Franklin - Wonderland (JVC/Victor Entertainment)
- 2003: Derek Sherinian - Black Utopia
- 2003: Erik Norlander - Music Machine
- 2004: Derek Sherinian - Mythology
- 2004: Chris Catena - Freak Out! (Imr/Frontiers Rec.)
- 2004: Vasco Rossi - Buoni o Cattivi (number 1 album in Italy)
- 2005: Eros Ramazzotti - Calma Apparente (nummer 1-album in Italië)
- 2005: Kelly Keeling - Giving Sight To The Eye
- 2006: Derek Sherinian - Blood of the Snake
- 2006: Quiet Riot - Rehab
- 2006: Lana Lane - Gemini
- 2006: Appice / Travers - Bazooka
- 2006: Carmine Appice - Ultimate Guitar Zeus
- 2006: Sir Lord Baltimore - Sir Lord Baltimore III Raw
- 2007: Frankie Banali / Various - 24/7/365 - A Tribute To Led Zeppelin
- 2007: Eros Ramazzotti - E2 (Sony/BMG)
- 2007: Terry Ilous - Here And Gone
- 2008: Vasco Rossi - Il mondo che vorrei
- 2008: Menchen - Red Rock (gitarist Bill Menchens project)
- 2008: Chris Catena - Discovery (Escape/Frontiers Rec.)
- 2008: Tadashi Goto - Innervisions (SPV/Progrock Rec.)
- 2008: We Wish You a Metal Xmas and a Headbanging New Year - O' Christmas Tree (Armoury Rec.)
- 2009: Derek Sherinian - Molecular Heinosity
- 2009: Tim Ripper Owens - Play My Game
- 2009: Freakshow - Freakshow
- 2010: Carmine Appice - Guitar Heroes
- 2010: Thomas Tomsen - Sunflickers
- 2011: Vasco Rossi - Vivere o niente
- 2011: Derek Sherinian - Oceana
- 2011: Rob Moratti - Victory
- 2012: Docker's Guild - The Mystic Technocracy - Season 1: The Age of Ignorance
- 2012: DR.U (Chris Catena) - Alieni Alienati (Valery Rec./Frontiers/Edel)
- 2013: Roy Harper - Man and Myth
- 2014: Kenny Wayne Shepherd - Goin' Home
- 2015: Joel Hoekstra's 13 - Dying To Live
- 2020: The Feckers - Live To Fight Another Day

- Gemeinsame Normdatei: 134808363
- MusicBrainz: 02f8e7b5-3ac4-4295-abb7-de33500befa7
- Virtual International Authority File: 79791906